# Aeroportul Pérez Zeledón
Aeroportul Pérez Zeledón (IATA: IPZ, ICAO: MRSI) este un aeroport din Provincia de San José⁠(d), Costa Rica ce deservește zona San Isidro de El General⁠(d).
Situat la o altitudine de 740 m, aeroportul dispune de o singură pistă.